# Albert Hauf
Albert Guillem Hauf i Valls (Sóller, Maiorca, 1938) é um filólogo, historiador da literatura e crítico literário maiorquino. É um destacado especialista na literatura medieval catalã e literatura em língua occitana. 

## Vida
Licenciou-se em Filologia das línguas românicas na Universidade de Barcelona, com uma bolsa da Fundação Juan March. A sua tese menor de bacharelado consistiu na edição do texto aragonês do Tratado de Agricultura de Paladio Rutilio Emiliano. Na mesma universidade doutorou-se, sob a direção do professor Martí de Riquer, com uma tese sobre a Vita Christi, obra do catalão Francesc Eiximenis, e a tradição medieval das Vitae Christi. Este trabalho recebeu o Prêmio Nicolau d'Olwer 1977 do Instituto de Estudos Catalães.
Em 1964 foi à Universidade de Cardiff (Gales) como leitor de idioma espanhol e catalão. Permaneceu, já como professor e despois como catedrático de Estudos Hispânicos. Lá ele iniciou cursos de língua e literatura catalãs. As desavenças com a política da primeira ministra britânica Margaret Thatcher impulsaram-lhe o abandonar o Reino Unido em 1987. Aquele ano ele chegou à Universidade de Valência, onde ele é catedrático de Filologia Catalã até a atualidade.
Desde 1992 dirigiu diferentes projetos de investigação financiados pelo Ministério de Cultura espanhol e pelo Departamento de Cultura do governo autonómo valenciano, em particular sobre a literatura do Século de Ouro Valenciano. Até 2007 ele dirigiu dezesseis teses doutorales. Ele organizou diversos congressos e encontros acadêmicos: O ambiente cultural na Valência da segunda metade do século XV, Tirant lo Blanc e os seus tradutores, Tirant lo Blanc, Jaime I, Ausiàs Marc, Leituras de Ausiàs Marc, Francesc Eiximenis, Joan Roís de Corella, A historiografia medieval', etc.
É membro da Academia Valenciana da Língua, do Instituto Interuniversitário de Filologia Valenciana e do Instituto de Estudos Catalães. Foi fundador e presidente da Associação Internacional de Língua e Literatura Catalãs.
Assim mesmo, ele foi membro do Instituto Valenciano de Estudos e Investigação (onde sucedeu a Joan Fuster), da Junta Diretoria da Anglo-Catalan Society (Sociedade Anglo-Catalã) (1973-1978), do Claustro da Universidade de Valência (1995-2001); do Real Patronato da Biblioteca Nacional de Madrid (1995-1997); do Patronato Mossèn Alcover (2001); do jurado dos Prêmios Outubro Joan Fuster de Ensaio (1989 e 1991) e dos Premios Nacionais das Letras do Ministério de Cultura Espanhol (Ensaio, 1991 e 1992; Romance, 1993; Literatura, 1998); da comissão editora das obras de Francesc Eiximenis; da comissão editora das obras de Ramon Llull; do conselho de redacção das revistas Estudis Romànics, Caplletra, Llengua i Literatura; do comitê editor de ELLC; do conselho assessor de Révue d'Études Catalanes (França), Tesserae (Reino Unido), Catalan Review (Estados Unidos), Afers, Studia Philologica Valentina e Ausa.

## Obra
Além do mais de artigos jornalísticos e de divulgação, ele tem participado em programas de rádio e de televisão e tem colaborado com Martí de Riquer e Mario Vargas Llosa em um CDR sobre o Tirant.
É autor de aproximadamente duzentos trabalhos de investigação, em gran parte enumerados em ELL, 4 (1998), 261-271. Destacam os seguintes trabalhos: 
- Edição do Speculum Humanae Salvationis.
- Estudios y comentarios de Teresa Pérez Higuera e Albert Hauf i Valls, Madrid, Edilán, 2000, 2 vols.
- La Vita Christi de Sor Isabel de Villena, Barcelona, Ed. 62, 1995.
- Speculum Animae, atribuido a Sor Isabel de Villena, Madrid, Edilán, 1993, 2 vols.
- D'Eiximenis a Sor Isabel de Villena. Aportació a l'estudi de la nostra cultura medieval, Biblioteca Sanchis Guarner, 19, Valência-Barcelona, 1990 (Prêmio Serra d'Or da Crítica, 1991).
- Edição do Tirant lo Blanc, 2 vols., Valencia, Generalitat Valenciana, 1992 y 1990.
- La Flor de les Istòries d'Orient, Barcelona, 1989 (Prêmio Massó i Torrent 1990 do IEC, ao melhor trabalho de temática medieval).
- Quarantena de Contemplació de Joan Eiximeno, Abadia de Montserrat, 1986.
- Contemplació de la Passió, Barcelona, 1983.
- Lo Crestià de Francesc Eiximenis, Barcelona, Ed. 62, 1983.
- El Ars Praedicandi de Fr. Alfonso d'Alprao, Roma, 1979.
- Estudos introdutórios a José Pou, Visionarios, beguinos y fraticelos, Alicante, 1996, 9-112; e a Joan Fuster, Misògins i enamorat, Alzira, 1995.
- 25 artigos sobre historiografia medieval publicados no Grundriss der Romanischen Literaturen des Mittlealters, XI/2, Heidelberg, 1993.
- Entre as suas traduções do alemão, inglês e francês, destaca a versão castelhana de Arthur Terry, Catalan Literature: Literatura Catalana, Barcelona-Caracas. México, 1977 e 1983, dotada de uma bibliografia adicional.